# Chromocryptus euceras
Chromocryptus euceras là một loài tò vò trong họ Ichneumonidae.